# آلبرتو ولپی
آلبرتو ولپی (ایتالیایی: Alberto Volpi؛ زادهٔ ۹ دسامبر ۱۹۶۲) دوچرخه‌سوار اهل ایتالیا است. وی در بازی‌های المپیک تابستانی ۱۹۸۴ شرکت کرده است.